# 克里斯蒂安·申克
克里斯蒂安·申克（德語：Christian Schenk，1965年2月9日—），德国男子田径运动员。他曾代表东德参加1988年夏季奥林匹克运动会田径比赛，获得男子十项全能金牌。